# Lleis de Cassini
Les lleis de Cassini són una descripció compacta del moviment de la Lluna. Aquestes lleis van ser formulades el 1693 per Giovanni Domenico Cassini, un destacat científic de la seva època.
S'han realitzat certs refinaments de les lleis per incloure libracions físiques, i han estat generalitzades per aplicar-les a altres satèl·lits i planetes.

## Lleis de Cassini

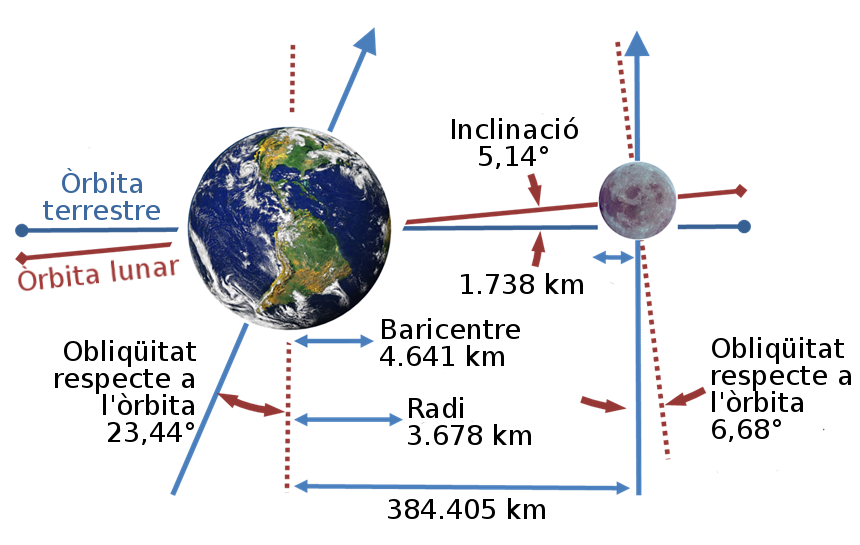
Inclinació de l'òrbita i rotació.

1. La Lluna posseeix una ressonància òrbita-spin 1:1. Això significa que la relació entre la rotació/òrbita de la Lluna és així que és sempre la mateixa cara de la Lluna la que s'encara amb la Terra.
2. L'eix rotacional de la Lluna manté el mateix angle d'inclinació respecte del pla eclíptic. L'eix rotacional de la Lluna forma un con la intersecció del qual amb el pla eclíptic forma un cercle.
3. Un pla format per una superfície normal al pla de l'eclíptica i una normal al pla orbital de la Lluna conté l'eix rotacional de la Lluna.

En el cas de la Lluna, el seu eix rotacional sempre apunta uns 1,5 graus desviat respecte al pol Nord de l'eclíptica. Les normals al pla orbital i l'eix rotacional es troben sempre en costats oposats de la normal a l'eclíptica.
Per tant, la normal al pla orbital i l'eix rotacional de la Lluna posseeixen una precessió al voltant del pol eclíptic amb el mateix període. El període és d'uns 18 anys i el moviment és retrògrad.

## Estat de Cassini
Un sistema que obeeix a aquestes lleis es diu que es troba en un estat de Cassini, és a dir: un estat rotacional en el qual l'eix de spin, la normal a l'òrbita, i la normal al pla de Laplace amb coplanars mentre que l'obliqüitat roman constant. El pla Laplace es defineix com el pla pel que fa com l'òrbita del planeta precedeix amb una inclinació constant pel que fa als plans equatorial i eclíptics